# 656
656 (DCLVI) var ett skottår som började en fredag i den julianska kalendern.

## Händelser

### Okänt datum
- Klodvig II, frankisk kung av Neustrien och Burgund, blir kung av Austrasien.
- Ali Ben Abu Talib blir kalif.
- Rebellgrupper anlände till Mekka. Usmans brorson Mervan från Umayyaderna beordrade att gripa upprorsledarna, men rebellerna belägrade kalifens hus och dödade honom.
- Syriens guvernör Muawiyah ibn Abu Sufyan erkände inte Ali som kalif och startade en krig mot honom. Detta markerade början på inbördeskriget inom den muslimska gemenskapen.
- I december utkämpade Ali's armé en strid mot rebellgrupperna ledda av Talha och Zubayr, känd som "Kamelslaget", och fångade Aisha - dotter till kalifen Abu Bakr och en av profeten Muhammeds fruar.
- Abdullah ibn Sa'ad, guvernör över Övre Egypten, dör efter en 12-årig regim där han har besegrat grannlandet Nubien.
- Kejsarinnan Saimei av Japan bygger ett nytt palats i Asuka (Nara Prefecture), eftersom hennes tidigare bostad brann ner. Denna konstruktion kallas "Den galna kanalen" av folket på den tiden, vilket slösade bort arbetet från tiotusentals arbetare och en stor mängd pengar.

## Födda
- Hubertus, biskop av Liège och jägarnas skyddshelgon inom Romersk-katolska kyrkan.

## Avlidna
- 1 februari – Sigibert III, frankisk kung av Austrasien sedan 634